# Карамулидес
Карамулѝдес (на гръцки: Καραμουλλήδες) е село в Кипър, окръг Пафос. Според статистическата служба на Република Кипър през 2001 г. селото има 40 жители.
Намира се на 4 км южно от Полис.